# Mazama nana
Mazama nana (Мазама пігмейська) — вид ссавців з родини Оленеві (Cervidae).

## Опис
Навряд чи перевищує 15 кг і 45 см у висоту.
Забарвлення дуже схожа на Mazama americana але більш однорідне і майже не має частин тіла білуватого кольору, будучи повністю червонувато-коричневою. Ноги пропорційно короткі.

## Поширення
Цей вид зустрічається на південному сході Парагваю, на півночі провінції Місьйонес в Аргентині, а також в бразильських штатах Мінас-Жерайс (крайній південь), Сан-Паулу (крім Серра-ду-Мар), Мату-Гросу-ду-Сул (південь і південний схід), Парана, Санта-Катаріна і Ріо-Гранде-ду-Сул (північ). Проте, цей розподіл не узгоджується з походженням дефіцитного матеріалу в бразильських наукових збірниках, які обмежують його поширення на північний захід від Сан-Паулу (на південь від р. Паранапанема), Парана, Санта-Катаріна і на північ від Ріо-Гранде-ду-Сул. Недавні й історичні дані свідчать про те, що M. nana пов'язаний з вологими лісами араукарії (змішані з Ombrophilous) і його екотонами з сусідніми екорегіонами.

## Поведінка
Немає ніякої конкретної інформації про його оселище, поведінку або харчування, які, ймовірно, аналогічні іншим видам роду Mazama, в тому числі: нічний поодинокий територіальний спосіб життя з малим оселищем. 

## Відтворення
Відсутність даних про особливості відтворення Mazama nana підтверджує необхідність поглибленого вивчення виду. Вагітність триває близько семи місяців.

## Загрози та охорона
Цей вид використовується локально для харчування. Малі субпопуляції як і раніше зберігаються в лісових залишках серед сільськогосподарських ландшафтів, де вони схильні до зменшення кількості населення. Ізоляція субпопуляцій викликана втратою місця існування в минулому має стати головною загрозою для підтримки інших субпопуляцій в даний час. Роздробленість має тенденцію до збільшення тиску з причин полювання, хижацтва собак, схильність хворобам домашніх видів, а також поступової деградації малих лісових фрагментів. Цитогенетичний аналіз цього виду знайшов широкий внутрішньовидової поліморфізм хромосом, який може вплинути на стійкість репродуктивної ефективності. У Парагваї субпопуляції також знаходяться під загрозою через втрату середовища проживання. Однією з основних проблем збереження є полювання, в основному в провінційних парках і приватних лісах. Крім того, будівництво доріг збільшило кількість дорожніх вбивств, і це може впливати на субпопуляції.